# 中村頼宗
中村 頼宗（なかむら よりむね、生没年不詳）は、戦国時代から安土桃山時代にかけての武将。美作葛下（かずらさがり）城主。官途名は大炊介、大和守。

## 生涯
美作苫田郡の付近を領していた国人領主で、葛下城を治める。かつて赤松氏の配下として美作守護代などを務めた美作中村氏とは領有地域が非常に近いが、関連は不明である。
永禄年間末期頃から史書に名を現し、苫田郡鏡野にある日蓮宗福聚山妙法寺の建立に携わったとされる。天正年間中には毛利氏の麾下に属しての活動が見られるようになる。
天正9年（1581年）6月25日、頼宗は毛利氏と敵対した宇喜多直家の支配下に置かれた岩屋城の攻略を狙い、西浦城主の大原主計助と謀って32人の勇士を選りすぐり、暴風雨の夜に崖をよじ登って岩屋城を強襲し、城代の浜口家職を追うことに成功した。この功によって毛利輝元の名によりそのまま岩屋城を授けられた。以後、要衝たる岩屋城を奪回しようとする宇喜多軍にたびたび攻撃を受けるも、伊賀家久や楢崎元兼らと連携して堅守し、美作における対宇喜多の最前線を担う将の一人として戦い続けた。
しかし、天正11年（1583年）に毛利輝元と羽柴秀吉が講和したことにより中国国分が成立すると、岩屋城は宇喜多領となることが決定し、頼宗は城からの立ち退きを要求されることとなった。その後、最初は立ち退き要求に難色を示した伊賀家久や草刈重継ら美作の毛利方諸将も説得に応じて続々と退去していく中で、頼宗だけは最後まで立ち退きに応じず、そのまま在城し続けたため、激怒した宇喜多秀家は天正12年（1584年）3月に花房職之を軍奉行に任じて2万の大軍で岩屋城を攻めさせた。これに対して、頼宗は一歩も退かずに抵抗し続け、4か月余り経っても宇喜多軍は岩屋城を攻略することが出来なかったが、同年7月に頼宗は八島宗八を使者として鞆幕府の足利義昭に和議の周旋を願い出て、ついに岩屋城を明け渡して安芸へと退去した。
以後の消息は不明である。

## 登場作品
- 軍師官兵衛（2014年、演：小川剛生）